# Fuligo
A Fuligo az Amoebozoa Physaraceae családjába tartozó nemzetség.

## Rendszerezésük
A nemzetségbe az alábbi 16 faj tartozik:
- Fuligo aurea (Penz.) Y. Yamam. (1998)
- Fuligo candida Pers. (1796)
- Fuligo cinerea (Schwein.) Morgan (1896)
- Fuligo flava Pers. (1794)
- Fuligo gyrosa E. Jahn (1902)
- Fuligo intermedia T. Macbr. (1922)
- Fuligo leviderma H. Neubert, Nowotny & K. Baumann (1995)
- Fuligo luteonitens L.G. Krieglst. & Nowotny (1995)
- Fuligo lycoperdon (Bull.) Schumach. (1803)
- Fuligo megaspora Sturgis (1913)
- Fuligo muscorum Alb. & Schwein. (1805)
- Fuligo ochracea (Peck) Peck (1878)
- Fuligo plumbea Schumach. (1803)
- Fuligo rufa Pers. (1794)
- cservirág nyálkagomba (Fuligo septica) (L.) F.H.Wigg (1780)
- Fuligo varians Sommerf. (1826)

## Képek

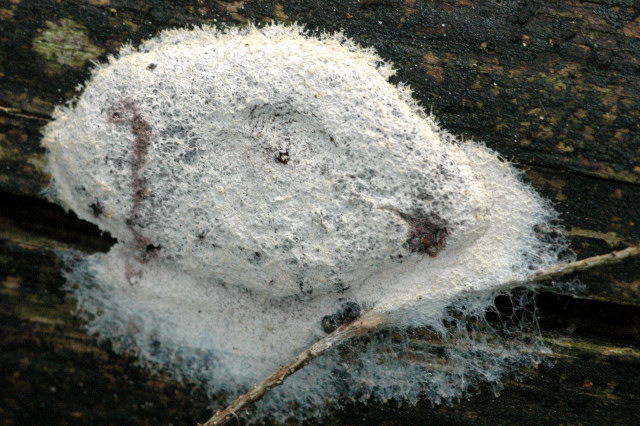
Fuligo candida
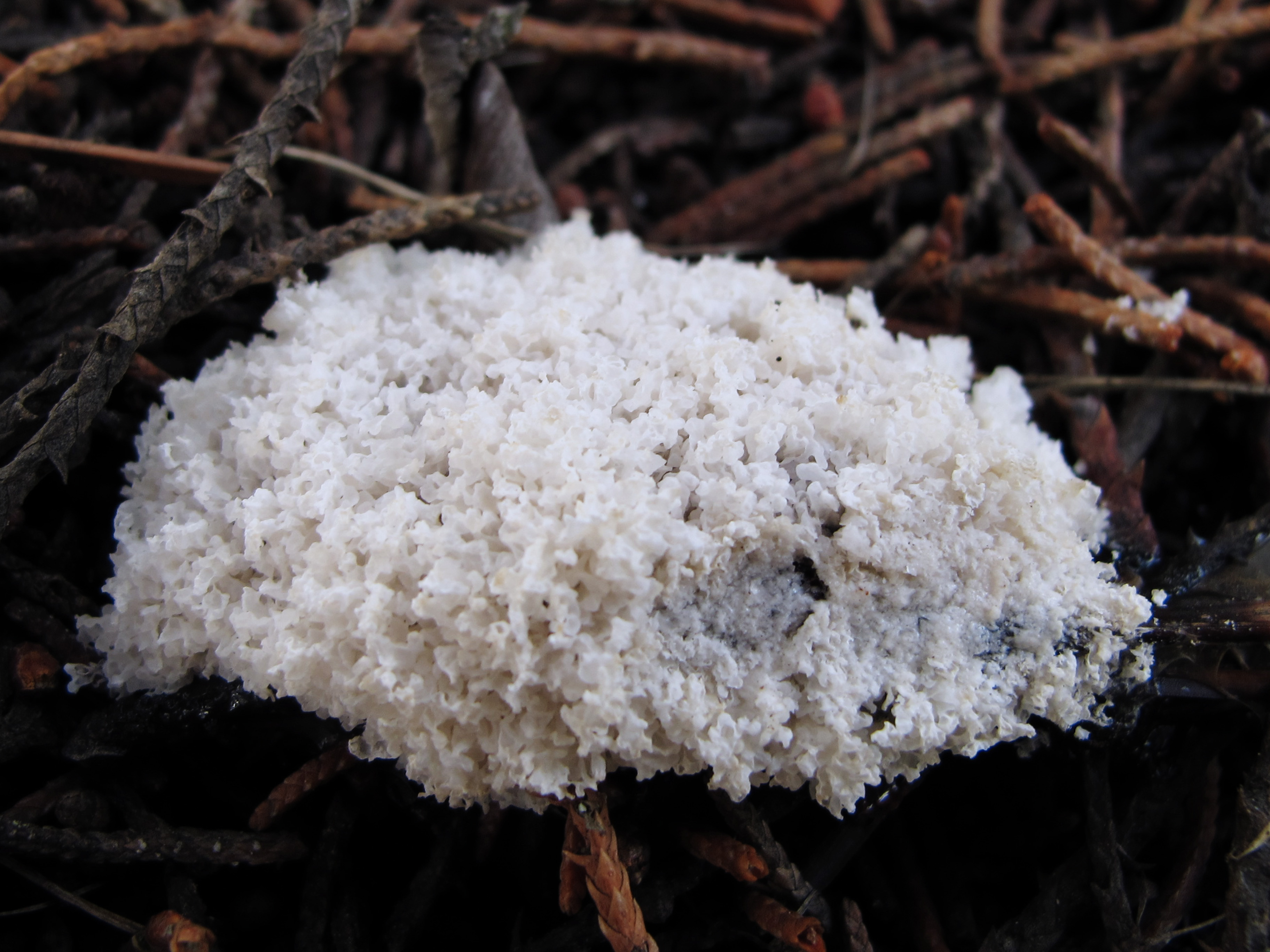
Fuligo cinerea
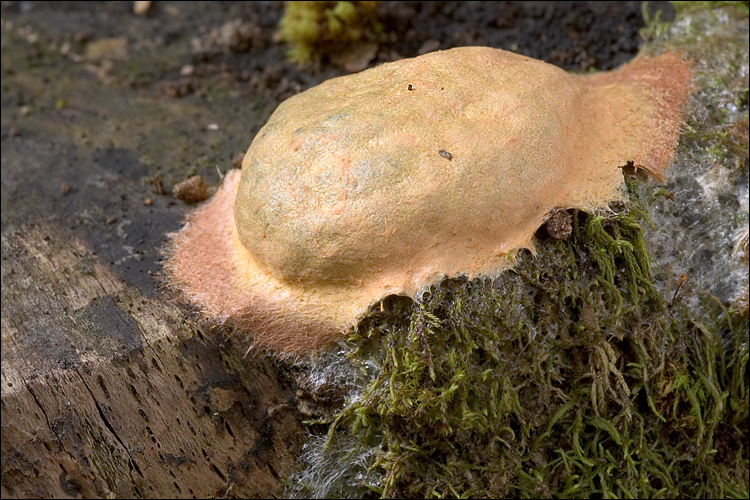
Fuligo leviderma
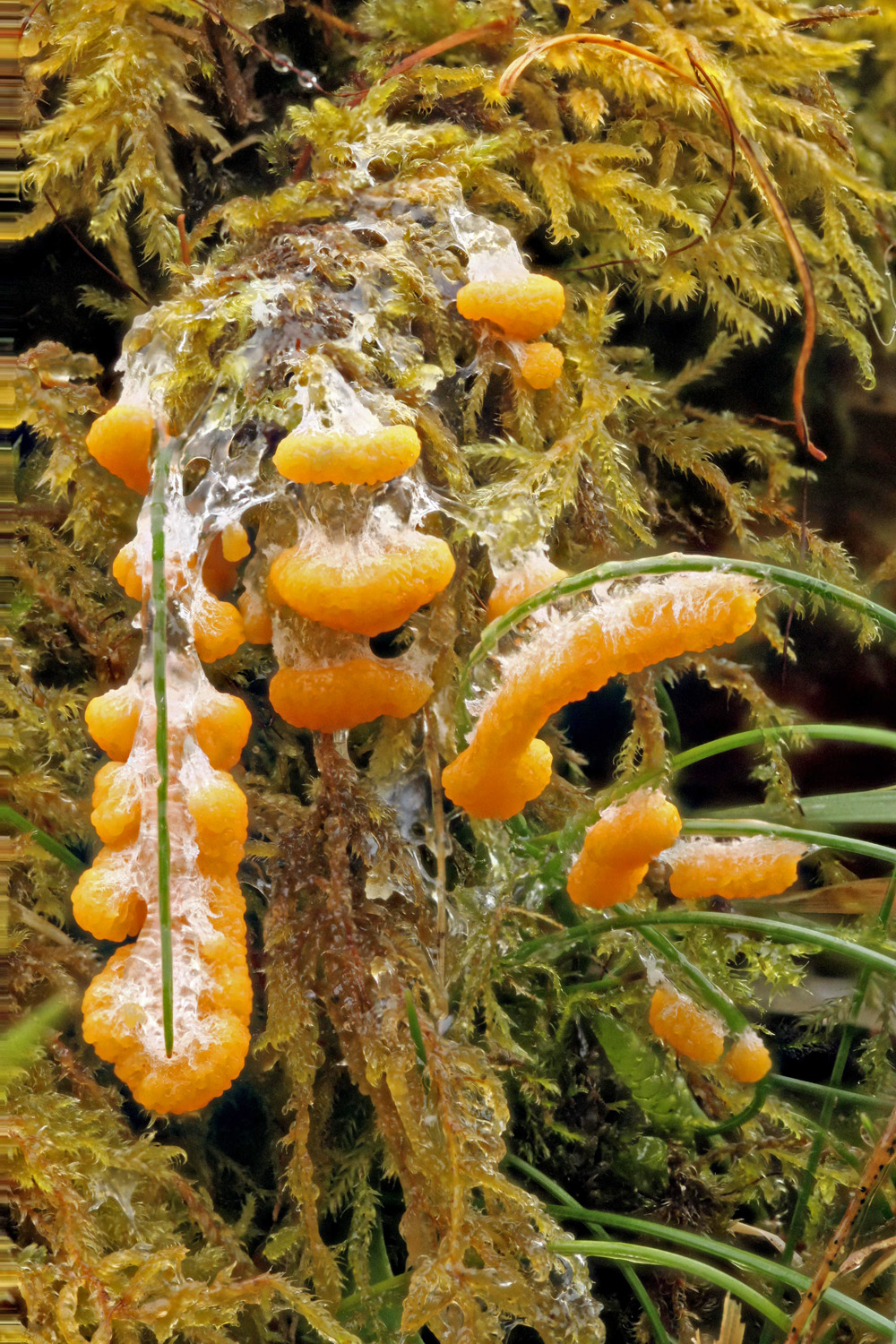
Fuligo muscorum

### Fordítás
- Ez a szócikk részben vagy egészben  a   Fuligo című angol Wikipédia-szócikk ezen változatának fordításán alapul.  Az eredeti cikk szerkesztőit annak laptörténete sorolja fel. Ez a jelzés csupán a megfogalmazás eredetét és a szerzői jogokat jelzi, nem szolgál a cikkben szereplő információk forrásmegjelöléseként.